# Condado de Baylor
El condado de Baylor (en inglés: Baylor County) es uno de los 254 condados del estado estadounidense de Texas. La sede del condado es Seymour, al igual que su mayor ciudad. El condado posee un área de 2.334 km² (los cuales 78 km² están cubiertos por agua), la población de 4.093 habitantes, y la densidad de población es de 2 hab/km² (según censo nacional de 2000). El condado fue fundado en 1858.